# Jōchō
Jōchō (定朝; n. secolul al X-lea – d. 2 septembrie 1057, Kyoto, Japonia), cunoscut și sub numele de Jōchō Busshi, a fost un sculptor japonez din perioada Heian. El a popularizat tehnica Yosegi⁠(d) de a sculpta o singură figură din multe bucăți de lemn și a redefinit canonul proporțiilor corpului folosit pentru a crea imagini budiste. Stilul său s-a răspândit în Japonia și a definit sculptura japoneză pentru următorii 150 de ani. Astăzi, istoricii de artă îl citează pe Jōchō drept „primul dintr-un nou tip de maestru sculptor” și „unul dintre cei mai inovatori artiști pe care i-a produs vreodată Japonia”.

## Carieră
Jōchō s-a pregătit la Kōfuku-ji, un templu din Nara. Până în 1020, el era un artist de oarecare renume, cu un studio în Kyoto. În acest moment, Fujiwara no Michinaga, cel mai mare dintre regenții Fujiwara din perioada Heian, l-a însărcinat să decoreze Hōjōji⁠(d), un templu pe care l-a fondat Fujiwara. Eforturile lui Jōchō de acolo i-au adus titlul de Hokkyō (Maestru al Podului Dharma) în 1022, o distincție rară pentru un sculptor.
Jōchō a lucrat mai târziu la sculptura pentru Kōfuku-ji. Această lucrare i-a adus un titlu și mai înalt, Hōgen (Maestru al Ochiului Dharmei). Este posibil ca el sau școala lui să fi sculptat nouă figuri din lemn Amida la Jōruri-ji⁠(d), un templu din Tomino-o.
Fiul lui Michinaga, Fujiwara no Yorimichi, i-a dat lui Jōchō următoarea sa comandă. Artistul urma să creeze o statuie Amida pentru Sala Phoenix din Byōdō-in, un templu din Uji, lângă Kyoto. Jōchō a finalizat piesa cândva după 1052. Aceasta este cea mai veche dintre lucrările lui Jōchō care a supraviețuit până în prezent, multe alte piese ale lui fiind încă păstrate în acest templu.
Jōchō și atelierul său sunt primul exemplu verificabil al unei școli de artă japoneză perpetuată prin sistemul de moștenire asemănător breslei din Japonia. Tehnicile lui Jōchō au fost transmise fiului său, Kakujo, nepoților săi, Injo și Raijo, strănepotului său, Kōjo și, în cele din urmă, lui Kōkei⁠(d). Școala înființată de acest ultim artist va continua să revoluționeze sculptura japoneză în perioada Kamakura.

## Stil
Jōchō a popularizat tehnica creării unei lucrări din mai multe bucăți mai mici de lemn sculptat (yosegi). Deși a limitat cantitatea de detalii de suprafață pe care artistul le-ar fi putut sculpta în fiecare piesă, metoda l-a forțat pe sculptor să transmită mesajul dorit în aceste limite. Acest lucru a dus la piese mai rafinate și cu aspect mai eteric. Mai important, a permis mai multor asistenți să lucreze la sculptură simultan, accelerând foarte mult procesul. Jōchō, în calitate de maestru, a făcut lucrările de finisare. Tehnica a condus, de asemenea, la proporții sistematizate ale părților corpului și detalii simple ale suprafeței, deoarece acestea au grăbit crearea părților constitutive și formarea piesei finite.
Istoricii de artă citează adesea acest nou canon al proporțiilor corpului ca dovadă a geniului lui Jōchō. El a bazat măsurătorile pe o unitate egală cu distanța dintre bărbia și linia părului figurii sculptate. Distanța dintre fiecare genunchi (în poziția lotusului așezat) este egală cu distanța de la partea de jos a picioarelor până la păr. Genunchii larg distanțați și nivelați formează astfel baza unui design triunghiular, dând un sentiment de stabilitate și pace. Efectul este accentuat și mai mult de contrastul altor elemente din design, în special aurele figurilor. Acestea sunt detaliate, cu Tennin⁠(d), nori și flăcări. Expresiile sculpturilor lui Jōchō transmit compasiune și eleganță, iar sculptura detaliată și precisă a trăsăturilor faciale proiectează o anumită bunătate.
Metoda atelierului de împărțire a muncii între mai mulți meșteri a prins, la fel ca și stilul lui Jōchō. Școala sa a fost imitată de sculptorii din Japonia în următorii 150 de ani, pe măsură ce sculptura japoneză s-a degradat într-o ortodoxie conformistă înainte de a fi reinventată în perioada Kamakura.